# دم المسيح
دم المسيح (بالإنجليزية: The Blood of Jesus)‏ هو فيلم أبيض وأسود درامي خيالي أمريكي إنتاج عام 1941 (المعروف أيضًا باسم The Glory Road) كتبه وأخرجه وبطولة سبنسر ويليامز. يدور سيناريو الفيلم عن بامرأة معمدانية، بعد أن أطلق عليها زوجها الملحد النار بطريق الخطأ، يتم إرسالها إلى مفترق طرق، حيث يحاول الشيطان أن يضلها.
حقق الفيلم نجاحًا كبيرًا ، وفي عام 1991 تم اختياره لحفظه في السجل الوطني للأفلام من قبل مكتبة الكونغرس، حيث تم اعتباره "مهمًا ثقافيًا أو تاريخيًا أو جماليًا".

## روابط خارجية
- مقال "دم المسيح" بقلم مارك س. جايلز في السجل الوطني للأفلام
- مقال دماء يسوع بقلم دانيال إيجان في تراث الفيلم الأمريكي: الدليل الموثوق لأفلام لاندمارك في السجل الوطني للفيلم ، اي&سي بلاك، 2010 (ردمك 0826429777)، صفحات 330-332
- دم المسيح  في قاعدة بيانات الأفلام على الإنترنت (بالإنجليزية)
- دم المسيح متوفر للتحميل المجاني على أرشيف الإنترنت
- دم المسيح في قاعدة بيانات تيرنر كلاسيك موفيز للأفلام.
- دم المسيح على موقع أول موفي.
- دم المسيح على فهرس معهد الفيلم الأمريكي